# 小行星24701
小行星24701（24701 Elyu-Ene）是一颗绕太阳运转的小行星，为主小行星带小行星。该小行星于1990年11月15日发现。

## 轨道参数
小行星24701的轨道半长轴为3.9468204 UA，离心率为0.167。